# بوتروب
بتتروب (بالألمانية: Bottrop) هي urban district of Germany و بلدة ألمانية تقع في ألمانيا في مونستر (محافظة ألمانية).  يقدر عدد سكانها بـ 117,450 نسمة .

## المدن التوأمة
مدن مرسيبورغ، توركوينغ، بلاكبول، ميته، فيسبرم و غليفيتسه هي مدن توأمة لـبتتروب.

## أعلام
- كلاوس بيكفيلد
- بيرنهارد كورتي
- ستيفاني هورن
- جوزيف ألبرز
- هانس جورج بوك